# Walker (Missouri)
Walker è un comune degli Stati Uniti d'America, situato nello Stato del Missouri, nella contea di Vernon.